# バーコードワールド
『バーコードワールド』は、1992年12月18日にサンソフトから発売されたファミリーコンピュータ用ロールプレイングゲーム。

## 概要
1992年夏、エポック社から発売されヒットした電子ゲーム『コンビニウォーズ バーコードバトラーII 時空を超えた戦士達』（以下「BBII」と略す）。このゲーム機には、入力したバーコードのデータを他の機械に転送できる出力端子が付いていた。
この端子を利用してBBIIと連動するファミコンソフトを生み出そうという「ファミコン合体計画」が進められ、その結果誕生したのが本作である。エポック社とサン電子の協力によって開発された。
商品はROMカセットの他、BBIIとファミコン本体を接続する「専用接続コード」と、本ソフト用のバーコードカード30枚がセットされている。そのため、パッケージはスーパーファミコンソフト並の大きさになっている。
ゲームモードは「対戦」と「シナリオ」の2つが存在するが、どちらも最初にBBIIを使ってキャラクター入力を行う必要がある。そのためパッケージには、BBIIがないと遊べないと明記されている。また中古などで接続コード無しの商品を購入した場合、対戦だけではなく新規データでのシナリオプレイも不可能となる。
当時バーコードバトラーを大きく扱っていた『月刊コロコロコミック』では、発売前には本作も大きく紹介していたが、発売後は扱いが小さくなった。同誌1992年1月号において、本作の宇宙ステーションに登場する「へんなおじさん」の愛称を公募するという企画があり、「CHAR爺（ちゃーじい）」に決定した。しかしこの募集は本作発売直前の号で行われたため、作中には反映されず、説明書では「博士」とだけ呼ばれている。

## ゲーム内容

### 対戦モード
BBIIのフリー対戦モードをそのままゲーム化したもので、ルールなども同じ。BBIIでは画面に数値でしか表示されなかったキャラクター達が、グラフィック付きで対戦を行うというのが売り文句であった。
魔法を使用した時は、火の玉や光線が発射されるというアニメーションがあるが、キャラクターのグラフィック自体は一切アニメーションしない。
1P側が入力したキャラクターは、シナリオモードに登場する味方側キャラクター8体のいずれかのグラフィックになる。2P側が入力したキャラクターは、敵キャラクターのグラフィックになる。
「合体」を行った場合、前者側のキャラは必ず「本作オリジナルのキャラクター(名前不明)」に、後者側のキャラは必ず敵キャラの「ムーニー・リー」の姿に変化する。

### シナリオモード
「Silent Empire -沈黙の帝国-」というタイトルが付いている。
物語の舞台の名称は「バーコード星雲」。これはBBII本体のシナリオモード「コンビニウォーズ」の舞台と同じ名称で、本ソフトのオープニングデモには「コンビニウォーズ エピソード IN FC」とクレジットされている。ただし設定やストーリー展開などはオリジナルのものとなっている。
本モードの敵キャラは、BBII本体のシナリオモードの敵キャラの流用だが、一部名前が変更されているキャラが存在する。理由としては文字数の都合（ラーメン堕悪大帝→ラーメンダークキングなど）や商標権上の都合（ティモテ姫→テモテひめなど）がある。

### 付属カード
カード30枚の内訳は、ホワイトカード（キャラ自作用のカード）6枚、キャラカード8枚、アイテムカード16枚となっている。
キャラカードは、同社のゲームソフト『へべれけ』（1991年）のキャラクター4人と、かつて同社から出たファミコンソフト4作の主人公キャラをカード化したもの。シナリオモードで入力すると、グラフィック設定時に隠しグラフィックを選択できる。

## シナリオモードの設定

### ストーリー
美しい自然と高度な文明が調和する宇宙の楽園「バーコード星雲」。住人達は平和に暮らしていた。
しかしバーコード歴708年、星雲は突如出現した謎の侵略者「帝王ゴッド」率いる要塞戦艦軍に襲撃された。瞬く間に制圧され、力を全てとする「ネオ・ゴッド帝国」と化した星雲。悪夢はこうして始まりを告げた。
…3年後のバーコード歴711年、帝国から逃げ延びた一握りの住人達は、帝国を打ち倒すべく反乱軍を結成した。彼等の名は「バーコードバトラー」。希望の戦士である。
かくして死闘は始まった。果たして帝王ゴッドとは何者なのだろうか…。

### ゲームの流れ
セーブデータを新規作成する際、まず「チーム名」を入力する（平仮名・片仮名から、4文字まで）。次に主人公となるキャラクターを2人分、BBIIを用いて入力する。次にそのキャラの名前を入力（8文字まで）し、グラフィックを4種類の中から選び、色を各8種類のカラーパターンから決める。
このモードは20のワールド（面）からなっている。敵キャラが守る「恒星系」で戦闘を行い、勝利すると次の恒星系へと進める。出現する敵の種類と編成は、恒星系ごとに決まっている。こうしてそのステージの最後にある「ボス恒星系」まで進み、ボス敵を倒せばそのステージはクリアとなる。どのステージも（宇宙ステーション以外は）一本道であり、クリアする為には全ての恒星系の敵を倒さなくてはならない。ボスまでの道中のイベントはほとんどない。特定の面のボスを倒すと、デモが流れる。
戦闘は基本的に対戦モードと同じだが、アイテムはあらかじめキャラに所持・装備させておく必要がある。また戦闘中のアイテムの使用、及び退却は可能である。
宇宙ステーションでは、BBIIを用いての新たな仲間の登録、及びアイテムの生成が行える。仲間は最高で8人まで登録できるが、パーティには一度に3人までしか加えられない。アイテムは最終的には32種類まで登録できる。
ワールド20のボス・帝王ゴッドを倒すとイベントが発生し、黒幕の存在が明らかになる。その後全てのステージのボスを倒せば(既に倒しているならその場で)黒幕の待つ隠しステージへ行く事ができる。

### アイテム
ステーションで生成できるアイテムは、武器・防具・その他の装備品・道具の4種類がある。キャラクターは1人につき4つまでアイテムを所持できる。武器・防具・その他の装備品は、1人各1つずつのみ装備可能。バーコードバトラーで入力すると武器になるカード・防具になるカードは、本ソフトに入力してもそれぞれ武器・防具となるが、その性能は元のバーコードの強さとは無関係。つまり強力な武器を入力しても、本ソフトでは最弱の武器に変化することもありうる。
BBIIでは魔法使いは武器と防具を装備できなかったが、本モードでは誰でもどんな装備品でも装備できる。
道具は戦闘中に一度使うと失われるが、その恒星系での戦闘を終わらせれば復活する。なお同一のアイテムは2つ以上登録することはできない。

## スタッフ
- エポック社
  - コンサルタント：堀江正幸、沢田幸一、小田真治
  - バトル・チーム：S.TAKESHIMA、T.NAKANISHI
  - ソフトウェア：沓掛隆志、寺島徹、島村誠司、堀越丈広、葭原智、T.MATSUSHIMA、M.YOSHIDA
  - バーコード・アドバイス：O.NAKAUCHI
  - BB2アドバイス：H.HARA、Y.TAKAHASHI、K.TAKIYA
- サンソフト
  - グラフィック：JOE、HEBEREKE、KOJIMA、YOU-RI、SAKURAI、SHIKANO、TUCADA、AJIRO、URAHARA、TAKADA、K.MIKE、BOB、T.NARIITA、S.P.TAKA、A.ASA、H.KARASHIMA、D.OZAWA、T.YAMADA、Y.OBAYASHI、YUKAKO
  - テクニック：東谷浩明、竹内昭人、浅田明弘
  - スペシャル・アドバイス：ASSHI（酒井敦史）
  - スペシャル・サンクス：岩田義明、山本英夫、NAGANO、UTUGIUS
- ディレクター：河合正人、NORTH-RIVER（北川正昭）
- プロデューサー：前田道裕（エポック社）、吉田喜春（サンソフト）

## 評価
ゲーム誌『ファミコン通信』の「クロスレビュー」では合計18点（満40点）、『ファミリーコンピュータMagazine』の読者投票による「ゲーム通信簿」での評価は以下の通りとなっており、20.6点（満30点）となっている。
| 項目 | キャラクタ | 音楽 | お買得度 | 操作性 | 熱中度 | オリジナリティ | 総合 |
| 得点 | 3.5        | 3.3  | 3.5      | 3.6    | 3.2    | 3.6            | 20.6 |